# Gail Collins
Gail Delta Collins (2 febbraio 1941 – Ajijic, 6 dicembre 2013) è stata una cantautrice e artista statunitense.

## Biografia
Gail Collins Pappalardi era la moglie di Felix Pappalardi. Ha contribuito a molti dei testi dei Mountain e scritto i brani dei Cream World of Pain con Pappalardi e Strange Brew con Pappalardi e Eric Clapton. Entrambi i brani sono inclusi nell'album Disraeli Gears. Come Gail Collins, la sua opera appare sulle copertine degli album Nantucket Sleighride, Climbing, Flowers of Evil, Mountain Live: The Road Goes ever, Twin Peaks e Avalanche.
Il 17 aprile del 1983, Felix Pappalardi è stato colpito al collo nel loro appartamento al quinto piano East Side di Manhattan con una pistola Derringer calibro 38. È stato dichiarato morto sul posto e Gail Collins Pappalardi è stata accusata di omicidio di secondo grado . La donna dichiarò essersi trattato di un incidente. Fu scagionata per omicidio di secondo grado ma fu condannata per omicidio involontario e negligenza colposa. Il 30 aprile 1985 fu rilasciata sulla parola.
Il 6 dicembre 2013, Gail Collins è stata trovata morta dal suo padrone di casa nel villaggio messicano di Ajijic, una località turistica con molti espatriati residenti americani. Si era sottoposta a trattamenti contro il cancro sul luogo. Successivamente è stata cremata.